# 해상 실크로드

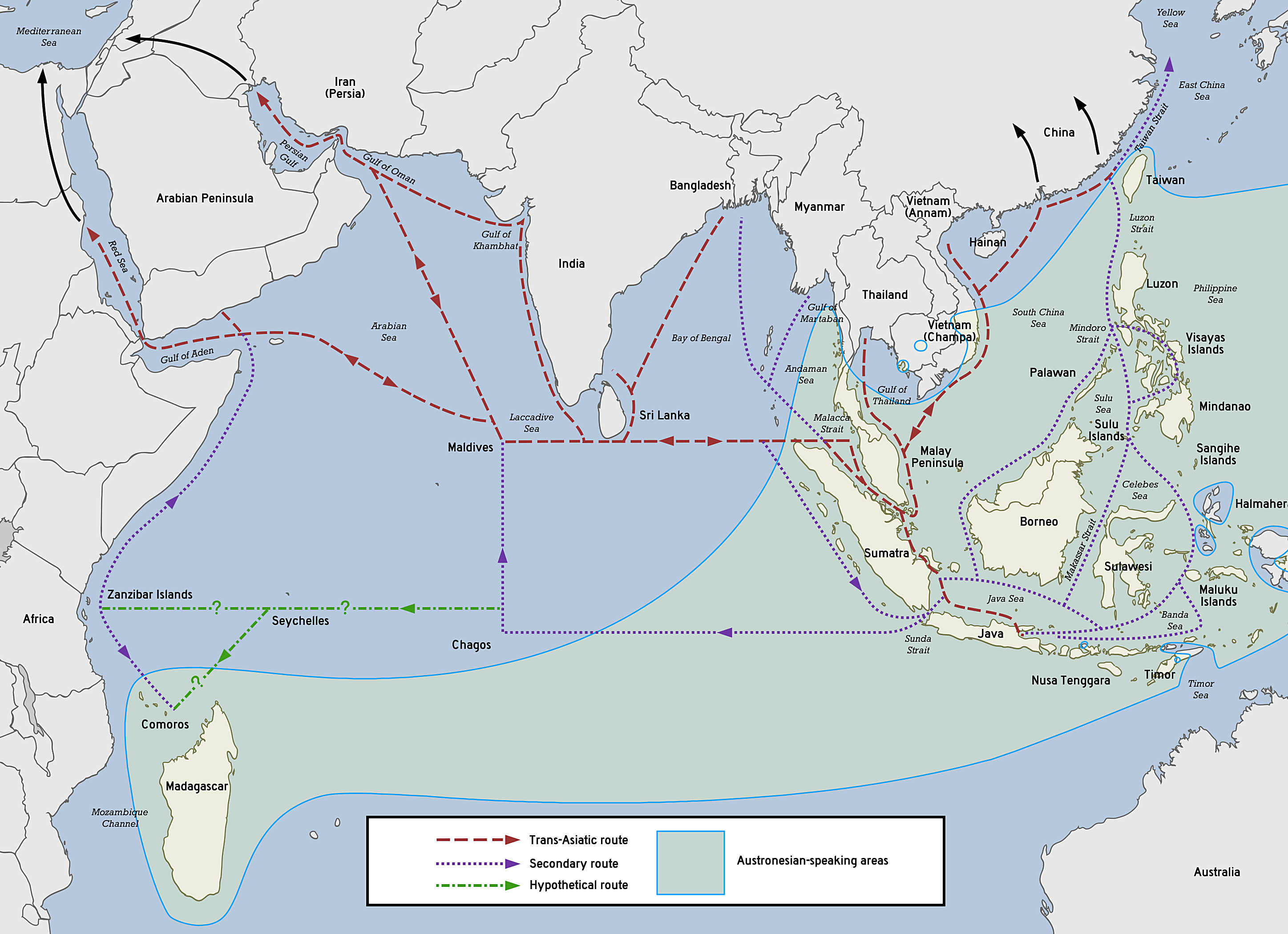
오스트로네시아 원사 시대와 역사 시대(해상 실크로드)의 동남아시아 및 인도양 무역로

해상 실크로드 또는 해상 실크루트는 동남아시아, 동아시아, 인도 아대륙, 아라비아반도, 동아프리카, 유럽을 연결하는 역사적인 비단길의 해상 구간이다. 기원전 2세기에 시작되어 서기 15세기까지 번성했다. 해상 실크로드는 주로 대형 원양 널빤지 이음선 및 묶음돌기선 무역선을 항해했던 동남아시아의 오스트로네시아 선원들에 의해 개척되고 운영되었다.(p. 11) 이 항로는 아라비아해 및 그 너머에서 페르시아 및 아랍 상인들의 다우선과(p. 13) 타밀족 상인들의 남아시아에서도 활용되었다.(p. 13) 중국 또한 후기인 서기 10세기부터 15세기에 걸쳐 자체 정크선을 건조하고 이 항로를 따르기 시작했다.
이 무역망은 동남아시아의 오래된 오스트로네시아 비취 해상 네트워크와 동남아시아와 남아시아 간의 해상 향신료 네트워크, 그리고 아라비아해 및 그 너머의 서아시아 해상 네트워크의 발자취를 따라 현재 시대까지 이 고대 해상 무역로와 일치하게 되었다.
"해상 실크로드"라는 용어는 육상 실크로드와의 유사성에서 비롯된 현대적인 이름이다. 육상 비단길 자체도 현대적인 이름으로, 이 개념은 1877년 프로이센 지리학자 바론 폰 리히트호펜이 중국과 독일을 철도로 연결하기 위한 중국 지질 조사를 하면서 처음 만들어졌으며, "비단길"이라는 용어는 스웨덴 탐험가 스벤 헤딘의 대중적인 책이 출판된 1938년에야 영어에 들어왔다. 인도-서태평양 (동남아시아 및 인도양)을 통한 고대 해상 항로는 매우 긴 역사 동안 특별한 이름이 없었다. 현대적인 이름에도 불구하고, 해상 실크로드는 비단이나 아시아 수출품뿐만 아니라 매우 광범위한 지역에서 다양한 종류의 상품 교환을 포함했다.

## 역사

### 선사 시대 해상 네트워크의 전신

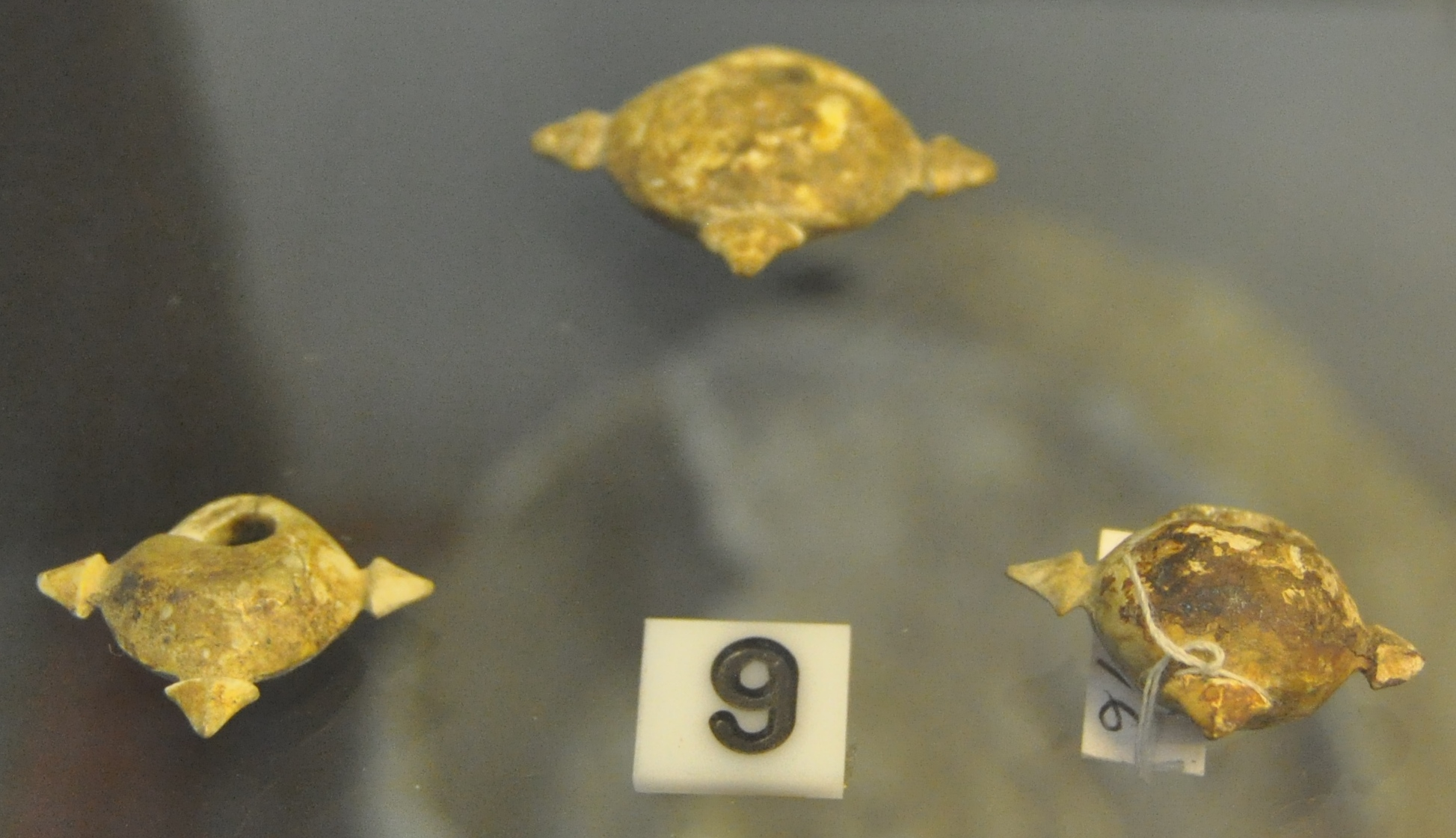
비취 링링오 팬던트 (c. 기원전 2,500-2,200년)는 베트남 남부의 오스트로네시아 사후인 문화에서 출토되었다. 이들은 기원전 2000년부터 기원후 1000년까지 필리핀, 베트남 남부, 보르네오섬, 타이완 간의 남중국해를 가로지르는 고대 해상 무역로에서 교환되었다.

해상 비단길은 신석기 시대 링링오 비취 해상 무역 네트워크에서 발전했으며, 동남아시아의 오스트로네시아족에 의해 구축되었다. 남중국해 주변 3000킬로미터 지역을 아우르는 이 광범위한 고대 해상 무역 네트워크는 해상 실크로드보다 훨씬 이전에 존재했다. 이는 기원전 2000년부터 기원후 1000년까지 약 3,000년 동안 지속되었으며, 해상 비단길과 부분적으로 겹쳤다. 이 네트워크는 처음에는 타이완과 필리핀 북부의 원주민에 의해 구축되었다. 원료 연옥 (펑톈 비취)은 타이완 동부의 광산에서 채취되었으며, 필리핀에서 장식품과 도구로 가공되었다 (가장 주목할 만하고 가장 많은 것은 링링오로 알려진 두 개의 머리가 달린 팬던트와 반고리 귀걸이이다). 이 네트워크는 나중에 베트남 남부 (사후인 문화), 보르네오섬, 반도 말레이시아 동부, 캄보디아 동부, 태국 반도, 그리고 이 비취 장식품과 다른 무역 상품이 제조 및 교환되었던 동남아시아의 다른 지역 (또한 사후인-칼라나이 상호작용권으로 알려짐)을 포함했다. 타이완산 비취는 기원전 500년경 이후 사용이 줄어들었고, 비타이완산 비취와 다른 재료가 더 흔해졌다. 이러한 비취 유물의 분포는 특히 신석기 필리핀, 베트남 남부, 보르네오의 오스트로네시아족 간의 해상 무역과 공유된 물질 문화의 다른 증거와 함께 발견되었다.
섬 동남아시아 전역에서 발견되는 베트남 북부 동선 문화에서 유래한 의식용 청동 북 ( 기원전 600년~기원후 400년c.)의 광범위한 분포는 이 선사 시대 동남아시아 해상 네트워크의 고대성과 밀도를 증명한다.
비취 유물 무역이 이루어지는 동안, 스리랑카와 남인도 간의 오스트로네시아 향신료 무역 네트워크 또한 동남아시아의 섬주민에 의해 기원전 1500년에서 600년 사이에 구축되었다. 이러한 초기 접촉은 빈랑 씹기, 코코넛, 단향, 길들인 바나나, 토란, 사탕수수, 정향나무, 그리고 육두구와 같은 오스트로네시아 작물 및 물질 문화를 남아시아에 도입하게 되었다. 또한 스리랑카와 남인도에서 여전히 사용되는 아웃리거 보트와 같은 오스트로네시아 항해 기술도 도입되었다. 북인도 디자인을 보여주는 반귀석과 유리 장식품은 태국의 카오 삼 카이오 ( 기원전 400-100년c.)와 반 돈 타 펫 ( 기원전 24년~기원후 276년c.) 고고학 유적지에서 오스트로네시아 사후인-칼라나이 상호작용권의 무역 상품과 함께 발견되었다. 두 유적지 모두 해안 정착지이며 비취 무역 네트워크의 일부로, 이 시기까지 오스트로네시아족의 해상 항로가 이미 남아시아에 도달했음을 보여준다. 녹두와 호스그램과 같은 남아시아 작물도 카오 삼 카이오에 존재하여 교환이 상호적이었음을 나타낸다. 기원전 1천년기 아프리카에서 바나나, 토란, 닭, 자색얌과 같은 오스트로네시아 길들인 동식물의 존재와 확산을 기반으로 한 아프리카와의 매우 초기 오스트로네시아 접촉에 대한 간접적인 증거도 있다.
해상 비단길의 서쪽 회로는 서아시아의 이전 해상 무역로에서 발전했다. 이들은 스리랑카, 인도의 말라바르 해안, 페르시아, 메소포타미아, 아라비아, 이집트, 아프리카의 뿔, 그리고 지중해의 그리스-로마 문명을 연결했다. 이 무역로 (처음에는 해안 근처의 단거리, 소규모에 불과했지만)는 신석기 시대부터, 적어도 메소포타미아의 우바이드 시대 ( 기원전 5000년경c.)부터 존재했다. 이들은 기원전 1천년기까지 서아시아의 도시 중심지 간의 정기적인 무역로가 되었다.

### 해상 실크로드
기원전 2세기경까지 동남아시아의 선사 시대 오스트로네시아 비취 및 향신료 무역 네트워크는 남아시아, 중동, 동아프리카, 지중해의 해상 무역로와 완전히 연결되어 오늘날 해상 비단길로 알려지게 되었다. 10세기 이전에는 주로 동남아시아 오스트로네시아 상인들이 독특한 널빤지 이음선 및 묶음돌기선 선박을 사용하여 항로의 동쪽 부분을 이용했지만, 페르시아 및 타밀족 상인들도 항로의 서쪽 부분을 항해했다. 이를 통해 한쪽 끝으로는 동아시아와 동남아시아, 다른 한쪽 끝으로는 유럽과 동아프리카까지 상품을 교환할 수 있었다.

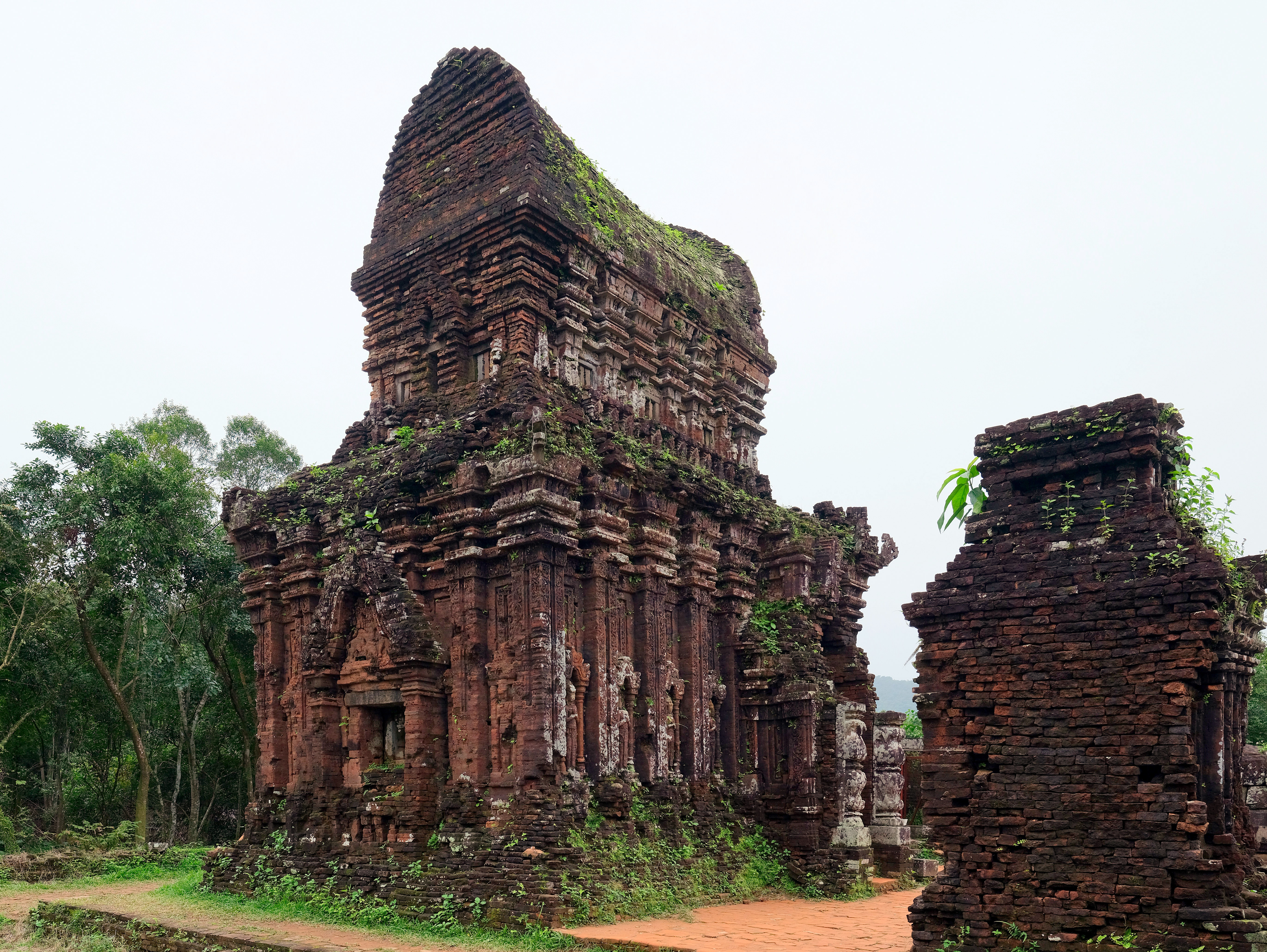
미선 유적 힌두교 사원 단지의 유적 (c. 서기 4세기). 해상 비단길의 주요 노선을 따라 위치한 베트남 중남부의 오스트로네시아 참파 왕조의 유적이다.

오스트로네시아 해양제국들은 해상 비단길 동부 지역의 무역 흐름을 통제했는데, 특히 믈라카와 방카 해협, 말레이반도, 그리고 메콩강 삼각주 주변의 정치체들이 그러했다. 이 지역들을 통해 서아시아에서 번성하던 당나라 시장으로 고급 향료와 불교 유물이 전달되는 주요 오스트로네시아 무역선 항로가 교지 (통킹만에 위치)와 광저우시 (중국 남부)로 이어졌다 (후에 10세기에는 취안저우시도 포함되었다). 중국 기록들은 이 지역의 인도화 때문에 이 왕국들을 "인도"로 오인했다. 보조 항로들은 또한 타이만의 해안선을 따라 지나갔으며, 자와해, 술라웨시해, 반다해, 술루해를 거쳐 북부 필리핀과 타이완을 통해 주요 항로와 다시 연결되었다. 보조 항로들은 또한 동중국해와 황해로 제한적으로 계속 이어졌다. 인도와 이집트에서 동남아시아와 남아시아 항구의 유리세공사를 거쳐온 유리 유물들이 한반도의 무덤 ( 서기 2-6세기c.)에서 발견되었는데, 이는 해상 실크로드의 가장 북동쪽 확장 범위를 보여준다.
해상 실크로드 서부 지역의 주요 항로는 수마트라섬의 북단 (또는 순다 해협을 통해)에서 스리랑카, 남인도, 방글라데시, 그리고 몰디브로 인도양을 직접 횡단한다. 이곳에서 오만만 ( 페르시아만으로)과 아덴만 ( 홍해로)을 통해 아라비아해로 들어가는 항로로 분기된다. 보조 항로들은 또한 벵골만, 아라비아해의 해안선을 따라, 그리고 남쪽으로 동아프리카 해안을 따라 잔지바르, 코모로, 마다가스카르, 그리고 세이셸로 지나간다. 몰디브는 서부 항로를 통해 모험을 떠나는 오스트로네시아 선원들에게 주요 허브로서 특히 중요했다.
이 항로는 힌두교와 불교가 동쪽으로 일찍 확산되는 데 큰 영향을 미쳤다. 이 종교들이 남아시아와의 무역과 밀접하게 연결되면서 서기 4세기까지 초기 해상 비단길에서 산스크리트어가 무역 링구아 프랑카로 널리 채택되었다. 한나라와 당나라 시대 중국 기록 또한 초기 중국 불교 순례자들이 남아시아로 가는 길을 광저우시 항구 도시에서 무역했던 오스트로네시아 선박 (그들이 쿤룬포라고 불렀던)을 타고 예약했음을 보여준다. 중국 승려 완첸과 후이린이 쓴 책에는 적어도 서기 3세기부터 동남아시아에서 온 대형 무역선에 대한 상세한 기록이 담겨 있다.
오스트로네시아족은 이미 초기 시대부터 동아프리카와 아라비아반도까지 항해했다. 오스트로네시아족은 서기 1세기에서 서기 6세기 또는 7세기 사이에 아프리카 해안의 마다가스카르 섬에 식민지를 건설했다. 마다가스카르는 인근 아프리카, 아랍, 페르시아 무역항인 킬와 키시와니와 잔지바르 (탄자니아), 그리고 현대 소말리아, 케냐, 모잠비크의 본토 해안을 따라 있는 다른 항구들과 함께 해상 실크로드의 일부로 남아있었다. 15세기 후반과 16세기 초반의 포르투갈 탐험가들의 기록에 따르면, 인도네시아와 마다가스카르 간의 직접적인 해상 연결은 식민지 시대 직전까지 지속되었다.

스리위자야 해양제국은 8세기에서 11세기까지 최대 범위에 이르렀으며, 믈라카 해협과 순다 해협을 지배했다.

서기 682년 팔렘방에 세워진 힌두교-불교 오스트로네시아 정치체인 스리위자야는 믈라카 해협과 순다 해협, 그리고 남중국해 엠포리움 주변의 무역을 지배하여 서아시아에서 번성하던 당나라 시장으로 고급 향료와 불교 유물 무역을 통제했다.(p. 12) 스리위자야는 주변 해양제국들을 정복하고 복속시키면서 부상했다. 이들 중에는 믈라유 왕국, 크다주, 타루마나가라, 그리고 마타람 왕국 등이 포함되었다. 이 정치체들은 동남아시아의 해상 교통로를 통제하고 향신료 제도의 향신료 무역뿐만 아니라 인도와 중국 간의 해상 무역로를 활용했다.

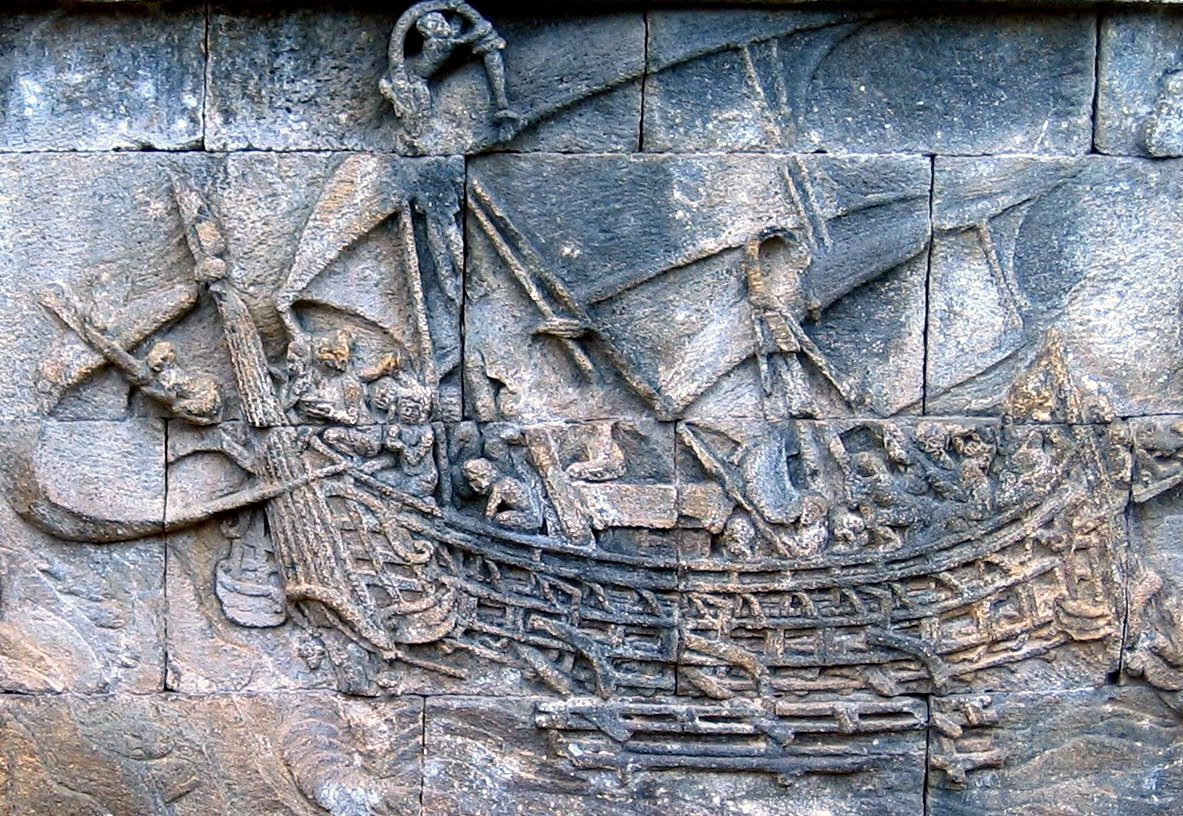
8세기 보로부두르선 중 하나로, 대형 자와 아웃리거 선박을 묘사하고 있다. 동남아시아 오스트로네시아족의 특징적인 탄자 돛을 보여준다.

서기 7세기경, 아랍 다우 상인들도 이전 페르시아 상인들이 스리랑카로 개척했던 항로에 진출했는데, 이는 서아시아 전역에 걸친 이슬람교의 확산과 일치했다. 그들은 스리위자야와 광저우시로 더 깊이 동진하여 동남아시아 정치체로의 초기 이슬람교 확산을 이끌었다. 이 시기 동안, 페르시아어는 해상 및 육상 비단길 모두에서 지배적인 링구아 프랑카가 되었다.
필리핀의 부투안 배무덤에는 오스트로네시아 조선 전통의 묶음돌기선 잔해 11척 (개별적으로 서기 689년에서 988년까지 연대 측정됨)이 있으며, 중국, 캄보디아, 태국 (하리푼차이 및 사팅프라), 베트남, 그리고 멀리 페르시아까지의 많은 무역품과 함께 발견되어 중동까지 무역했음을 나타낸다.
10세기에서 13세기까지 해상 무역에서 경제적 번영이 있었는데, 이는 주로 송나라가 해상 항로를 항해할 수 있는 자체 무역선(정크)을 건조하기 시작했기 때문이다. 송나라 조정은 전통적인 중국 유교의 무역 경멸에도 불구하고 사적 무역에 대한 제한을 완화했다. 이는 부분적으로 송나라가 육상 비단길에 대한 접근권을 잃었기 때문이었다. 송나라 해상 기술은 동남아시아 오스트로네시아 선박을 관찰하여 개발되었다. 이전에 중국 선박은 본질적으로 내륙(강)에서 사용되었고 항해에 적합하지 않았다.
송나라는 난하이 (중국어: 南海, 병음: Nánhǎi, 직역: 남해)라고 불리는 지역에 무역 원정대를 보내기 시작했으며, 이 지역은 여전히 대부분 스리위자야가 지배하고 있었고, 남쪽으로는 술루해와 자와해까지 진출했다. 이는 동남아시아에 "용뇌향" (장뇌)과 다른 이국적인 물품에 대한 중국의 수요를 충족시키기 위한 새로운 무역항 (예: 자와섬과 수마트라섬)의 설립으로 이어졌다. 취안저우시 또한 이 시기에 주요 중국 무역항이 되었으며, 기존의 광저우시 무역항과 합류했다. 두 항구는 동남아시아의 대응 항구들과 긴밀하게 연결되어, 역사가들은 이 지역의 독특한 무역 회로를 지중해 무역과의 유사성에서 "아시아 지중해"로 특징짓게 되었다. 그러나 송나라는 무역선이 해상에 머무를 수 있는 기간을 9개월로 제한하여 중국 무역선이 동남아시아에 도달할 수 있는 범위를 제한했다.
아랍과 타밀 상인들도 10세기부터 13세기까지 믈라카 해협을 통해 중국 항구와의 직접 무역 참여를 늘렸다. 1025년 타밀 촐라 제국의 라젠드라 1세가 스리위자야의 해협 항구에 대한 깜짝 해군 원정은 스리위자야가 타밀 무역 길드를 규제하거나 막으려 했기 때문에 발생했을 수도 있다. 촐라의 침략은 스리위자야의 믈라카 해협 항로 독점을 약 1세기 동안 종식시켰으며, 이 기간 동안 많은 스리위자야 도시가 촐라에 점령되었다. 스리위자야는 크게 약화되었고, 결국 1275년경 싱하사리 왕국에 복속된 후, 최종적으로 후계 해양제국인 마자파힛 제국 (1293–1527)에 흡수되었다.

14세기 아시아. 마자파힛 제국의 최대 영역과 해상 실크로드의 다른 참가자들과의 상대적 위치를 보여준다.

13세기에 몽골 원나라가 중국을 침략했다. 이 시기 중국의 해운업은 원나라 정부와 오르톡 관계를 맺은 외국 무슬림 상인을 통해 국가에 의해 독점되었다. 그러나 송나라와 달리 원나라는 9개월 제한을 해제하여 중국 무역이 남아시아까지 진출할 수 있도록 했다. 원나라는 또한 일본, 마자파힛, 베트남 (오스트로네시아 참파, 그리고 비엣 대월)에 대한 해군 침공을 시도했다. 이 모든 시도는 실패했다. 중국 자체는 나중에 홍수, 가뭄, 기근으로 황폐해졌다. 동시에 흑사병이 유럽과 서아시아를 휩쓸고 있었다. 이 모든 요인들은 14세기에 해상 실크로드 무역의 침체를 가져왔다.
14세기 후반, 팔렘방 시국 (이슬람화된 스리위자야의 옛 수도)은 원나라를 전복한 명나라의 초대 황제인 홍무제에게 무역로 재건을 위해 사절을 보냈다. 팔렘방의 통치자는 힌두교-불교 마자파힛 제국으로부터 독립하여 도시의 옛 부를 되찾기를 희망했다. 마자파힛의 하얌 우룩은 봉신국의 행동에 분노하여 1377년 팔렘방에 징벌적인 해군 공격을 가했으며, 이로 인해 왕자들과 귀족들이 싱가푸라 왕국으로 흩어졌다. 싱가푸라는 차례로 1398년에 공격받고 약탈당했다. 팔렘방 출신이자 싱가푸라의 마지막 통치자였던 파라메스와르는 말레이반도 서해안으로 도피하여 15세기 초 이슬람 믈라카 술탄국을 세웠다.
같은 시기인 15세기 초, 명나라는 정화의 원정을 시작했는데, 이는 동남아시아의 "야만적인 왕"들이 명나라 조정에 "조공" (즉, 정기적인 무역로)을 다시 보내도록 강요하는 것을 목표로 했다. 이는 당시 "무역을 조공으로 여기는" 중화사상의 전형적인 모습이었다. 정화의 원정은 황실 자금의 고갈과 북방 침략의 위협으로 인해 선덕제가 원정을 중단하면서 단명했다. 그는 곧이어 해금 정책을 시행하고 해외 무역을 전면 금지했다. 그러나 궁극적으로 정화의 원정은 동남아시아 (믈라카)와 명나라 간의 무역 관계를 복원하는 목표에 성공했다. 15세기 중반경, 믈라카 술탄국은 믈라카 해협에 대한 효과적인 통제권을 얻었다. 이는 이미 내부 반란으로 고통받던 마자파힛의 영향력을 크게 약화시켰다. 믈라카로부터의 무역은 마자파힛의 멸망, 포르투갈의 믈라카 침공, 그리고 만주족의 침략으로 인한 명나라의 멸망 직전의 짧은 기간 동안 중국 항구에 계속 도착했다.

### 쇠퇴

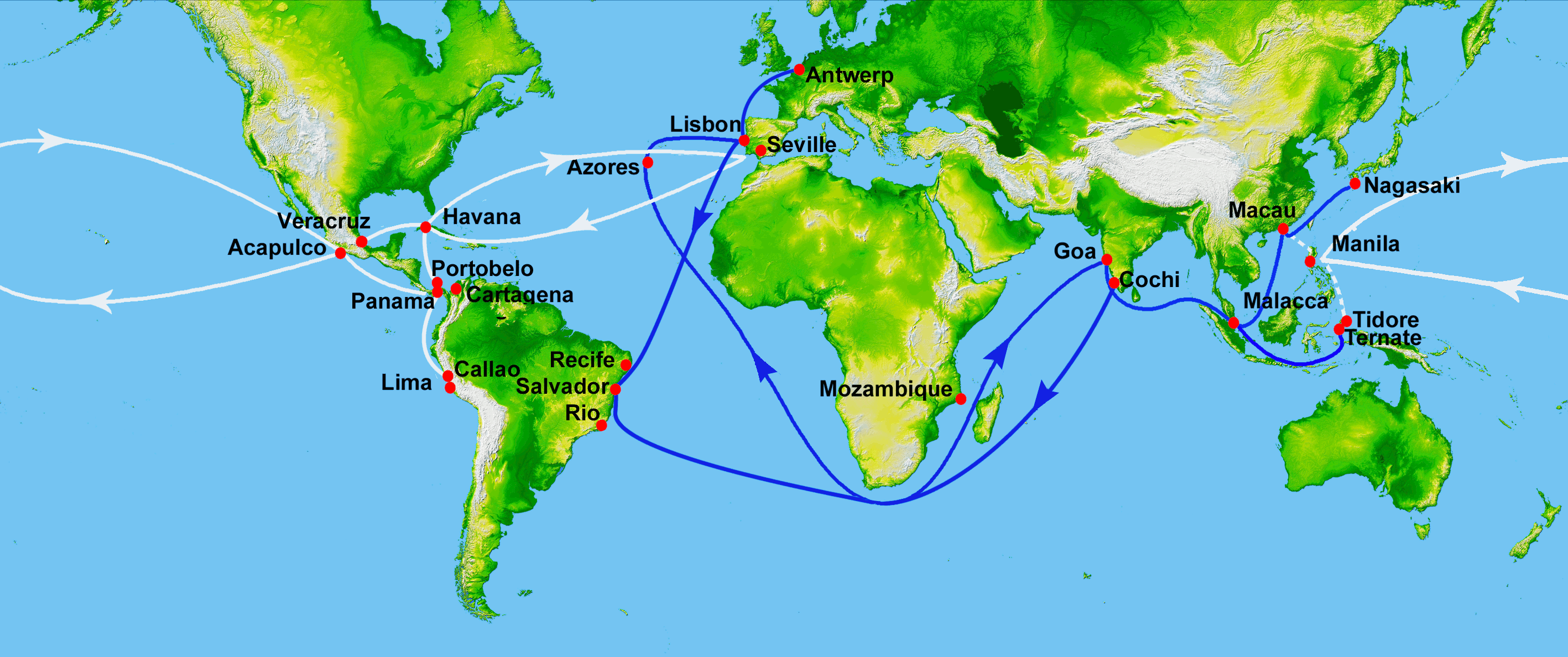
스페인 제국과 포르투갈 제국의 세계 무역로

해상 실크로드는 15세기 식민지 시대에 붕괴되었고, 본질적으로 유럽 무역로로 대체되었다. 이전에 지배적이었던 동남아시아 무역선 (영어 용어 "junk"의 어원인 용선)의 건조는 17세기까지 완전히 중단될 때까지 쇠퇴했다. 그러나 중국산 정크선은 현대까지 살아남았다. 동남아시아의 향신료와 인도 및 중국의 직물에 대한 새로운 수요가 있었지만, 이들은 이제 지역 항구를 통하는 대신 유럽 시장으로 직접 연결되는 무역로와 연결되었다.
16세기에 대항해시대가 시작되었다. 포르투갈 제국이 믈라카를 점령하면서 무역 중심지는 아체 술탄국과 조호르 술탄국으로 이전되었다. 필리핀의 스페인 제국은 마닐라-아카풀코 갈레온 무역을 구축했는데, 이는 취안저우와 장저우에서 중국 자기와 비단, 그리고 라틴아메리카와 유럽 시장을 위한 향신료 (주로 말루쿠 향신료 제도에서)를 획득했다. 이 모든 것은 태평양을 가로질러 멕시코의 아카풀코와 스페인 아메리카 전역으로, 그리고 나중에는 스페인 보물 함대를 통해 멕시코의 베라크루스에서 스페인의 세비야로, 그리고 유럽 전역으로 무역되었다. 마닐라-아카풀코 갈레온 무역로는 태평양을 가로지르는 최초의 영구적인 무역로였다. 마찬가지로, 서인도 제도의 스페인 보물 함대는 역사상 최초의 영구적인 대서양 횡단 무역로였다. 둘 다 인도양 해상 실크로드를 완전히 우회했다.

## 고고학

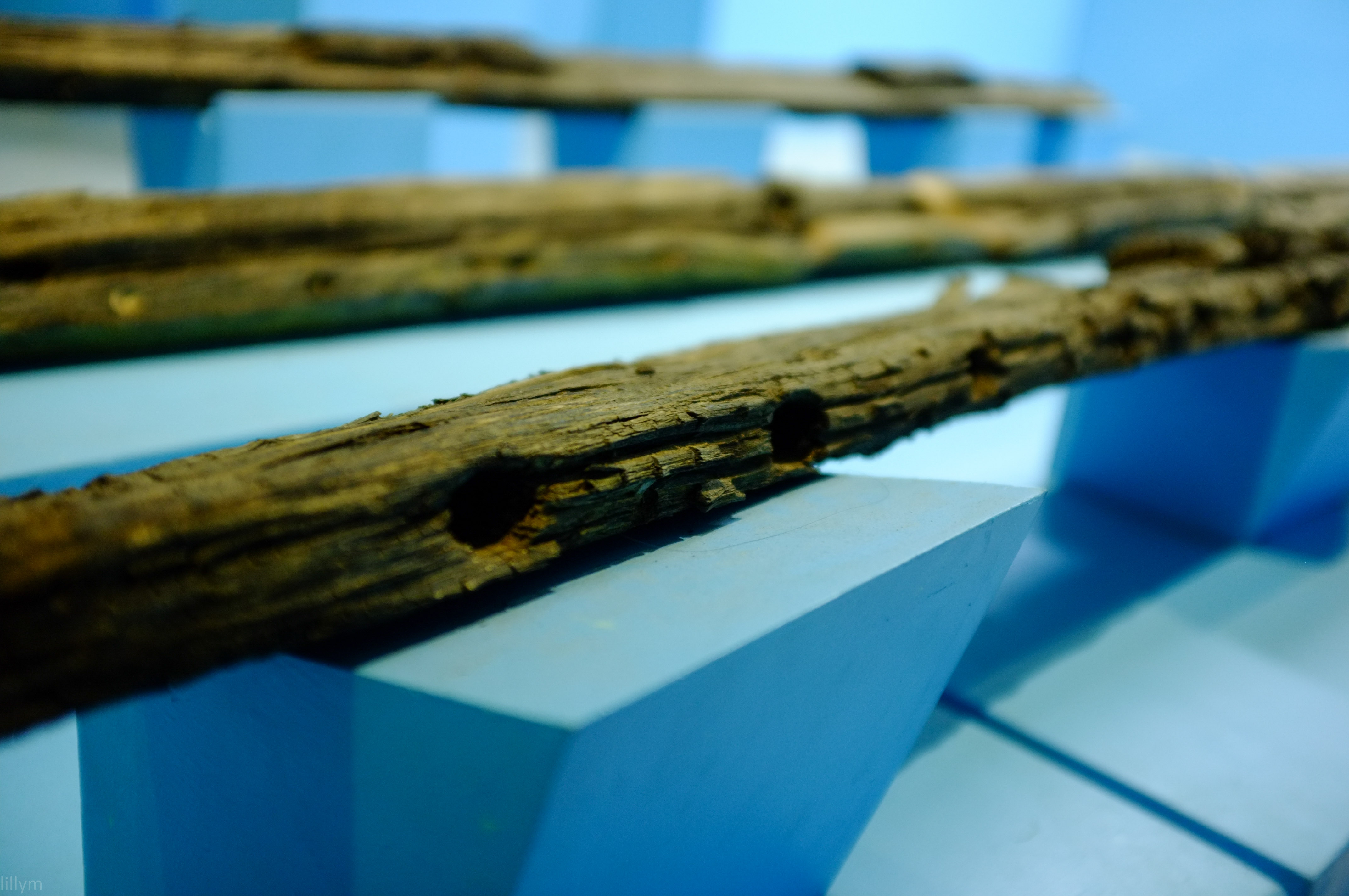
필리핀 부투안 배무덤 (c. 서기 689년~988년)에서 발굴된 널빤지들. 튀어나온 돌기와 맞춤못이 박힌 구멍들이 보이며, 이는 독특한 오스트로네시아 묶음돌기선 조선 전통을 보여준다.

해상 실크로드의 고고학적 증거로는 항로를 따라 회수된 수많은 난파선이 있으며, 이들 난파선은 멀리 떨어진 다양한 항구에서 조달된 무역품을 운반했거나 관련되어 있다. 이러한 초기 선박의 기원은 독특한 특징과 사용된 조선 기술 (예: 묶음돌기선 및 꿰맨 배 전통)의 조합으로 쉽게 식별할 수 있다. 여기에는 폰티안 선박 ( 서기 260–430년c.), 푼줄하르조 선박 ( 서기 660-780년c.), 부투안 배무덤 ( 서기 689년~988년c. 사이의 여러 선박), 차우탄 난파선 ( 8세기 후반~9세기 초반c.), 인탄 난파선 ( 10세기 초반~중반c.), 카라왕 난파선 ( 10세기c.), 그리고 치르본 난파선 ( 10세기 후반c.) 등이 포함된다.(p. 12)

사무드라 락사, 보로부두르 사원에서 발견된 8세기 자와 이중 아웃리거 무역선의 현대 복제품.

10세기 이전에 동남아시아에서 회수된 거의 모든 선박은 오스트로네시아 조선 전통에 속하며, 널빤지 이음선과 묶음돌기 기술의 변형 및 조합을 보여준다. 또 다른 초기 부분 난파선인 파크 클롱 클루아이 난파선 ( 서기 2세기c.)은 독특하게 못 박힌 장부이음을 사용하여 널빤지를 연결했다. 비록 이것이 페니키아와 이후 그리스-로마 조선 기술과 유사하지만, 이 선박 또한 오스트로네시아 선박으로, 동남아시아 나무에서 조달된 목재와 내부 표면에 묶음돌기 기술의 증거가 있다. 일부 저자들은 이를 페니키아 장부이음 조선 기술이 원래 지중해 외부에서 발전했다는 증거로 지적했다.
서기 10세기 이전에 동남아시아에서 발견된 난파선 중 오스트로네시아 선박이 아니며 초기 아랍 다우 조선 기술을 보여주는 것은 단 두 척뿐이다: 파놈-수린 선박 ( 서기 7세기c.)과 벨리퉁 난파선 ( 서기 826년c.). 다우 선은 유사하게 널빤지 이음 기술을 사용하지만, 스티치가 내부 표면에서만 보이고 불연속적이라는 점에서 오스트로네시아 널빤지 이음 기술과 다르다. 또한 다우 선은 원래 묶음돌기 기술을 사용하지 않았지만, 나중에 벨리퉁 난파선과 같은 선박은 오스트로네시아 조선업자와의 접촉으로 이를 채택했다. 파놈-수린 선박의 주요 부품에 사용된 목재 중 일부는 서아시아 건축 방식에도 불구하고 동남아시아 나무에서 조달되었다. 마찬가지로, 일부 후기 오스트로네시아 선박은 서아시아 조선 기술의 요소 (예: 십자형 닻)를 보여주는데, 이는 선박이 원래 건조된 곳과 관계없이 선박의 상인과 선원들이 다국적 출신이었음을 시사한다.
중국은 송나라 ( 서기 10세기c.)까지 해상 실크로드를 항해하는 원양 선박을 건조하기 시작하지 않았다. 해상 실크로드에서 발견된 가장 오래된 중국 난파선은 명나라 시대의 투리앙 난파선 ( 서기 1305–1370년c.)과 바카우 난파선 ( 15세기 초c.). 중국산 선박 (정크) 또한 철 못과 클램프로 건조된 것으로 쉽게 식별할 수 있는데, 이는 나무 접합과 섬유 묶음으로만 건조된 오스트로네시아 및 서아시아 선박과 대조된다. 중국 선박의 다른 독특한 특징은 이전의 내륙 (강) 선박 기술에서 발전한 것으로, 평평한 바닥 디자인 (용골 없음), 중앙 방향키 (두 개의 측면 장착된 쿼터 방향키 대신), 그리고 선체를 방수 구획으로 나누는 것이다. 14세기와 15세기에 해상 실크로드가 끝나갈 무렵에는 중국과 오스트로네시아 조선 전통의 특징을 결합한 선박들도 나타나기 시작했으며, 심지어 인도까지 도달했다.

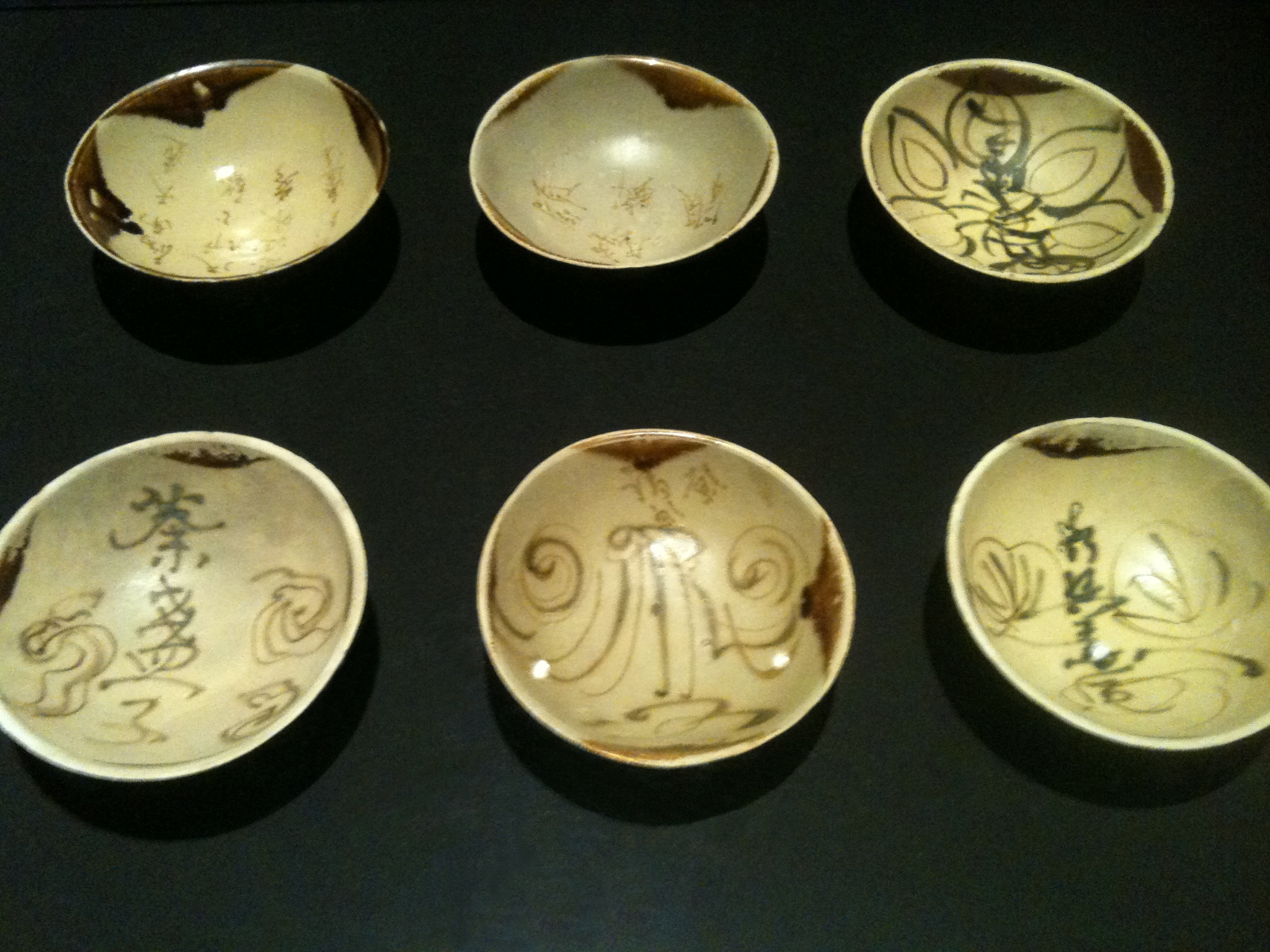
당나라 시대 창사시 도자기. 벨리퉁 난파선 (c. 서기 826년)에서 발굴되었다.

인도 선박은 서기 10세기 이전 해상 실크로드 동부 항로의 고고학적 맥락에서 마찬가지로 부재한다.:10 고다바야 난파선 ( 서기 2세기c.)은 인도양에서의 해상 네트워크의 가장 초기 증거이지만, 이는 남인도 해안을 따라 원자재의 지역 교환에만 관여했다.
고고학적 증거는 남중국해와 인도양의 무역선이 서기 10세기 이전에 오스트로네시아 널빤지 이음선과 묶음돌기선 선박, 그리고 아랍 다우 선박이었다는 것을 보여준다. 오스트로네시아 선박은 해상 비단길 역사의 대부분 기간 동안 장거리 해상 무역을 지배했다.:10
중국 도자기는 상대적으로 파괴되지 않고 정확하게 연대를 측정할 수 있다는 사실 때문에 해상 실크로드의 중요한 고고학적 표지물이다. 이들은 기원전 2세기에 고대 오스트로네시아 해상 네트워크를 통해 동남아시아에 처음 유입되었지만, 초기에는 중국의 주요 수출품이 아니었다. 당나라 (618-907 CE) 시대에 수출되기 시작하여 송나라 (960-1279 CE)와 원나라 (1279-1367 CE) 시대에 급격히 증가하다가 명나라 (1368-1643 CE) 시대에 감소했으며, 15세기에는 완전히 중단되었다. 동남아시아 무역망 전반에 걸친 이들의 분포는 지역 수요, 구매력, 무역 전문화의 차이를 반영하여 불균등하다. 중국 도자기의 가장 큰 집중은 믈라카 해협과 자와섬을 따라 발견되며, 술라웨시섬, 보르네오섬, 리아우 제도, 필리핀에서도 상당한 집중이 나타난다.

## 범위
유럽중심주의와 중화사상의 로마와 중국 제국의 사치품과 이국적인 것에 대한 수요 (따라서 이름에 비단이 붙은 것)의 맥락에서 현대에 주로 이야기되지만, 무역선이 운반하는 상품은 지역과 항구의 수요에 따라 다양했다. 여기에는 도자기, 유리, 구슬, 보석, 상아, 향목, 금속 (원료 및 완제품), 직물 (비단 포함), 식량 (곡물, 와인, 향신료 포함), 향료, 동물 등이 포함되었다. 특히 상아는 동아프리카의 중요한 수출품이었으며 (아프리카 내륙을 통한 육상 무역로에서 유래), 치리쿠레 (2022)는 무역로의 서쪽 구간을 "해상 상아길"이라고 불렀다.
일부 초기 역사가들이 가정했던 것처럼 소규모 무역이나 고가치-저량 무역이 아니었다. 회수된 난파선이 운반하던 상품들은 그들이 상업자본주의에 참여했음을 보여준다. 매우 많은 양의 상품, 종종 대량 생산된 상품들이 이 경로를 따라 거래되었다.
무역로는 남중국해, 믈라카 해협, 인도양, 벵골만, 아라비아해, 페르시아만, 홍해를 포함한 수많은 바다와 대양을 아우른다. 해상 항로는 역사적인 동남아시아 해상 무역, 향신료 무역, 인도양 무역과 8세기 이후의 아랍 해군 무역망과 겹친다. 이 네트워크는 또한 동쪽으로 동중국해와 황해까지 확장되어 중국을 한반도와 일본 열도와 연결한다.
해상 실크로드는 그 이름이 유래한 육상 실크로드와는 여러 면에서 상당히 달랐으며, 따라서 단순히 육상 실크로드의 연장선으로 보아서는 안 된다. 해상 실크로드를 통과하는 상인들은 육상 경로와 같이 지역별 중계를 거치지 않고 해상 경로의 전체 거리를 이동할 수 있었다. 선박은 훨씬 더 많은 양의 상품을 운반할 수 있었고, 이는 각 교환마다 더 큰 경제적 영향을 미쳤다. 선박이 운반하는 상품 또한 캐러밴이 운반하는 상품과 달랐다. 해상 경로의 상인들은 날씨나 해적과 같은 다른 위험에 직면했지만, 정치적 불안정의 영향을 받지 않았고 단순히 분쟁 지역을 피할 수 있었다.

## 세계유산 등재 제안
2017년 5월, 다양한 분야의 전문가들이 런던에서 "해상 실크로드"를 새로운 유네스코 세계유산으로 등재 제안을 논의하기 위한 회의를 개최했다.

## 정치적 활용
고대 해상 비단길에 대한 학술 연구는 현대 국가들에 의해 정치적인 이유로 전유되고 신화화되었다. 특히 중화인민공화국은 2015년 시진핑이 인도네시아 방문 중 처음 제안한 일대일로 사업을 위해 해상 실크로드의 신화화된 이미지를 사용한다. 이는 동남아시아와 인도양의 항구 도시 간의 옛 무역로를 다시 연결하려는 시도이며, 중국 선원들이 이 경로를 개발하는 데 주요 역할을 했다는 잘못된 가정을 전제한다.
인도 또한 2014년에 시작된 프로젝트 마우삼으로 해상 실크로드를 신화화했는데, 이는 인도양 주변 국가들과의 옛 무역 관계를 다시 연결하려는 유사한 시도이다. 인도 또한 해상 실크로드에서 중심적인 역할을 수행한다고 묘사하며, 초기 인도 민족주의 역사가들은 인도의 무역 연결과 압도적인 일방적인 문화 확산을 대인도의 비전 아래 "인도 식민지화"로 묘사했다.

## 같이 보기
- 고대 해양사
- 벨리퉁 난파선
- 치르본 난파선
- 인도양 무역
  - 인도-지중해
- 에리트라해 항해기
- 향신료 무역
- 인도양 노예 무역
- 21세기 해상 실크로드